# D2
D2 —  болгарський музичний гурт, заснований в 1999 Димітаром Курневим (гітара) та Дічо Христовим (вокал). Інші учасники гурту — Красимир Тодоров (клавішні), Александар Обретенов (бас-гітара), Явор Александров (перкусія) і Десіслав Семерджиєв (перкусія). У цьому гурті вони випустили два альбоми — „Ледено момиче“ (2000) і "2002" (2002). „Ледено момиче“ став найпродаванішим музичним продуктом на болгарському ринку за період до 2006 року . У 2005 вокаліст D2, Дічо Христов вирішує залишити гурт і почати сольну кар'єру. Пізніше, того ж року, його замінив Деян Каменов — вокаліст, який виступив у популярному телешоу "Зірка Академії". Третій альбом гурту вийшов наступного року (2006). 

## Історія

### Створення гурту і перші альбоми
Створений на початку 1999, гурт D2 став популярним з першої пісні „Не мога да спра да те обичам“ ("Я не можу перестати любити тебе"). Протягом перших декількох тижнів вона займала пепрше місце у рейтингу Топ-100 Болгарії, чотири тижні вона була на першому місці в рейтингу відеокліпів передачі „Мело ТиВи мания“, що транслюється на Болгарському національному телебаченні. Знову чотири тижні займала першість в музичному рейтингу «БГ Топ 7» на Радіо «FM+», а також чотири тижні пісня була на першому місці в рейтингу шоу „Музикална стълбица“ на БНР. Пісня „Не мога да спра да те обичам“ була номінована на поп-хіт на щорічній музичній нагороді ММ 1999 року і була включена в журнал „Егоист“ – „Десетте БГ-песни на 90-те“. Друга пісня гурту „Ледено момиче“ – мала ще більший успіх. Вона залишалася лідером Топ-100 протягом 14 тижнів, що є абсолютним рекордом в Болгарії. Пісня була обрана аудиторією як хіт року на фестивалі „Рок експлозия“ в Бургасі в 2000. „Ледено момиче“ також стала назвою першого альбому D2, що вийшов 2000 року. Третя пісня хіт-альбому під назвою „Две следи“ – кавер-версія пісні "Щурците". 
У 1999 – 2001 рр. D2 виграла ряд нагород, включаючи "Дебют" за 1999 рік, „Група и албум на годината“ на щорічній музичній нагороді на телеканалі „Ем Ем“. Також здобули нагороду за 2000 рік на передачі „Мело ТиВи мания“, нагороду „Група на годината“ ("Група року"), „Най-добра група на живо“ та „Хит на годината“ з піснею „Ледено момиче“ на щорічній музичній церемонії нагородження "БГ радіо" і "Форте" за 2001 рік. 
Пілотний сингл „Някой ден“ з другого альбому D2, «2002» залишається на першому місці протягом восьми тижнів в рейтингу „Българският топ 100“, чотири тижні на першому місці в рейтингу відеокліпів в передачі „Мело ТиВи мания“, посіли перше місце за липень в мультимедійному рейтингу „Песен на годината“ ("Пісня року") і пісня гурут стала титульною в компіляції „Не е сън“. Інший хіт з альбому "2002", „Сто години“ потрапив на перше місце у відеорейтингу „Ем Ем“, шість тижнів займав перше місце за грудень в мультимедійному рейтинзі „Песен на годината“ ("Пісня року") і стала піснею 2002 року в тому ж рейтингу. У 2002 гурт здобув нагороду „Най-оригинална музика“ ("Найоригінальніша музика") на щорічній церемонії нагородження „Мело ТиВи мания, виграв „Хит на годината“ ("Сто років"), "Альбом року" і "Гурт року" на "БГ Радіо", а також став "Гуртом року" на щорічній телевізійній премії  „Ем Ем“. 
D2 зіграв три концерти за кордоном: у Лондоні в 2002, у Відні у 2003, і в Києві в тому ж році. У 2004 гурт отримав запрошення від Болгарського футбольного союзу, БГ-радіо та Державного агентства молоді та спорту написати і виконати офіційну пісню Болгарської національної футбольної команди. У 2005 D2 здобув нагороду „Най-добра група на живо“ на щорічній музичній церемонії нагородження "БГ Радіо". 
Найбільший хіт гурту „Това сме Ние“ («Це ми») за участі телеведучого і музиканта Deo посів четверте місце на музичному телеканалі «MTV» «World Chart Express» , поряд з піснями таких зірок, як Дженніфер Lopez, Maroon 5, Chemical Brothers та ін. 

### Новий вокаліст і новий стиль
У травні 2005 вокаліст гурту Дічо Христов вирішив почати сольну кар'єру. В інтерв'ю на передачі „Горещо“ з ведучою Венетою Райковою музикант повідомив, що він і інший творець гурту Димітар Карев ніколи не були друзями, а їхні відносини завжди були чисто професійними. Співак сказав, що величезні відмінності в їх характерах призвели до того, що він вирішив залишити гурт.  Після виходу Дічо, гурт провів ряд кастингів в країні і за кордоном і обрала Деяна Каменова, який став популярним після участі в музичній програмі "Star Academy", що транслювалася на "Нова телевизия" . 2 грудня 2005 Деян був офіційно названий новим вокалістом D2. 
Першою роботою гурту D2 з Деяном Каменовим став сингл „Тук и сега“ ("Тут і зараз"). Пісня, пізніше включена в новий альбом гурту, "6" дала напрямок загальному звучанню і розвитку в стилі D2. У липні 2006 група записала свій останній альбом в Лос-Анджелесі зі своїм американським продюсером Лені Кордолою в студії колишнього барабанщика гурту Guns N' Roses , а в серпні альбом "6" вийшов тиражем 50 000 екз. з промоцією компанії Coca-Cola, яка стала генеральним спонсором альбому. У 2006 гурт D2 також здобув спеціальну нагороду 37-го конкурсу Болгарського національного радіо за нові болгарські поп- та рок- пісні „Пролет 2006“. 25 вересня 2006 гурт розпочав свій третій національний тур, який мав великий успіх в 16 містах країни. Тур закінчився 27 листопада 2006  грандіозним концертом в першій залі Національного палацу культури . 
У лютому 2009 гурт представляє сингл „Breakdown“. Пісня стала саундтреком до фільму Дольфа Лундгрена „Command Performance“.  Через чотири місяці шість музикантів знову взяли першу премію Болгарського національного радіо, цього разу за пісню "Fake it".  У 2011  з'явилася пісня "In The Dream", яка стала саундтреком до фільму Love.net.  

### Новий склад групи
Наприкінці 2012 члени D2 – четверо – Димітар Курнев, Деян Каменов, Александар Обретенов і барабанщик Васил Вутев.  У травні 2013 вони були відібрані як гурт на розігріві Бон Джові для на концерті в Софії.  У цьому складі вони записали альбом «Фенікс», який став першим у D2 за 8 років. Більшість пісень в ній були болгарськими, але були й англійські. 

## Дискографія
| Рік  | Назва           | Продажі                                   |
| ---- | --------------- | ----------------------------------------- |
| 2000 | „Ледено момиче“ | понад 100 000 шт. до 31 грудня 2003 року. |
| 2002 | "2002"          | 63 000 шт. до 31 грудня 2003 року.        |
| 2006 | "6"             | 85 000                                    |
| 2014 | "Фенікс"        |                                           |

„Ледено момиче“ – перший альбом болгарського гурту D2. До 2003 було продано більше 100 тисяч штук. Містить 10 пісень. Вийшов на лейблі Pollysound. 

### Пісні в альбомі
- 1. Ледено момиче (3:54)
- 2. Две следи (кавър на Щурците) (5:03)
- 3. Не мога да спра да те обичам (4:01)
- 4. Прости ми, че сънувам теб (3:22)
- 5. Нямаше кой да ни каже (3:55)
- 6. Небе (3:53)
- 7. Колко си красива (4:21)
- 8. Purple haze (кавър на Джими Хендрикс) (4:02)
- 9. Ледено момиче (акустична версия) (3:32)
- 10. Не мога да спра да те обичам – инструментал (4:02)

## Зовнішні посилання
- Офіційний сайт
- D2 [Архівовано 28 травня 2019 у Wayback Machine.] у болгарських архівах